# Federico Favali
Federico Favali (Pietrasanta, 17 giugno 1981) è un compositore italiano.

## Biografia
Cresciuto a Lucca, inizia a comporre da autodidatta sin da ragazzo. Nel 2004 si diploma in pianoforte all'Istituto superiore di studi musicali “L. Boccherini” di Lucca e nel 2008 si laurea in DAMS all'Università di Bologna con una tesi di analisi del primo movimento del quartetto op.3 di Alban Berg.
Ha studiato composizione al King’s College di Londra, alla University of Birmingham (PhD), al Conservatorio di La Spezia e alla New York University - Steinhardt e alla Universidad Nacional Tres de Febrero di Buenos Aires (PostDoc). Ha studiato privatamente direzione d'orchestra con Adrian Slywotsky.
La sua musica è stata eseguita in tutto il mondo (Germania, Inghilterra, Argentina, Irlanda, Indonesia, Australia, Corea del Sud, Stati Uniti e Giappone). Fra le varie collaborazioni, si segnala quella con il contrabbassista Gabriele Ragghianti.
Nel 2014 il Teatro del Giglio di Lucca gli ha commissionato un'opera lirica. Il dramma in un atto Il crollo di casa Usher, ispirato a La caduta della casa degli Usher di Edgar Allan Poe, è andato in scena al Teatro San Girolamo di Lucca il 4 maggio 2014.
Nel 2015 il Comune di Lucca lo ha premiato come “Lucchese dell’anno”. Nello stesso anno è stato invitato a Daegu (Corea del Sud) al Daegu International Contemporary Music Festival e nel 2016 al CrossCurrents Festival a Birmingham. Nello stesso anno e nel 2019 ha partecipato anche al festival Lucca Classica.
Nel 2016 è stato compositore in residence dell'Associazione Musicale Lucchese per la stagione cameristica invernale. In giugno ha organizzato nella ex-chiesa di San Francesco a Lucca il concerto "Armonia dell'infinito. Da San Francesco al mondo. La musica", dedicato alla sua musica e alla musica dei compositori lucchesi.
Come musicologo si occupa prevalentemente di analisi musicale della musica contemporanea. I suoi campi di ricerca sono la musica di György Ligeti, la musica di Thomas Adès, le relazioni fra la poetica di Jorge Luis Borges e la musica contemporanea e le relazioni fra matematica e musica. Su questi temi ha partecipato e tenuto interventi in America, Europa, Africa, Oceania e Asia.
Nel 2017 e nel 2019 ha passato periodi di studio alla Fondazione "Giorgio Cini" di Venezia e nel 2020 alla Paul Sacher Foundation di Basilea.
La sua musica è pubblicata da Donemus.
Da sempre scrive poesie.

## Opere
Strumento solista
- Raggio di sole di miele, per violoncello (2010)
- Empire of the light, per violoncello (2012)
- Intimate memories, per pianoforte (2013)
- Evanescens, per vibrafono (2014)
- Zreg, per contrabbassista recitante (2015)
- Astor and me, per violino (2015)
- The world is on fire, for doublebass per contrabbasso (2015)
- Metalogicalities, per soprano recitante (2015)
- Madiratun, per contrabbasso (2016)
- Huegraphies, per flauto (2016)
- Reveries, per pianoforte (2018)
- Verticalities, per viola (2018)
- Eikónes, per violino (2019)
- Lumìa, per  flauto d’amore
- Quadrifluus, per chitarrista recitante (2020)
- RegenerActions, per violone in sol (2020)
- Shines, per violoncello (2020)
- Oremis, per lame sonore (2021)
- Quimeras, per rullante (2021)
- Wajarri, per didgeridoo (2021)
- Leuk, per ukulele (2021)

Musica da Camera
- Yemaya, per ensemble
- Gemma, per flauto e clavicembalo
- Hypothetical spaces, per quartetto d'archi
- Sombras, per flauto e violino
- Quando passai di qui era di notte, per mezzosoprano ed ensemble
- Time, old age, beauty, per ensemble
- Aleph, per 3 soprano ed ensemble
- Certe Storie Son Racconti di Meraviglia, per contrabbasso e pianoforte
- Qwalala, per arpa ed ensemble (2019)
- Grande Mottetto, per ottoni, organo e coro (2019)
- Sociopathies, per grancassa e due performer (2021)

Coro
- Spontanea terra, per coro a cappella (2014)
- El Paraiso de tus Ojos, per quattro solisti (2018)
- Sancte Michaël, per coro a cappella

Orchestra
- Ritratti di luce e di tenebre, per orchestra (2015)
- Kosmogonia, per violino ed orchestra (2017)

Opera
- Il crollo di casa Usher, opera da camera

Trascrizioni
- Hogo Wolf – 4 Mörike-Lieder, per quartetto d’archi (2011)
- Astor Piazzolla – Inverno Porteño, per pianoforte (2012)
- Luigi Boccherini – Quintettino dello Scacciapensiero (2016)
- Arnold Schönberg – Verklärte Nacht, per pianoforte (2016)
- Giacomo Puccini – Crisantemi, per pianoforte (2020)

Premi e riconoscimenti
Nel 2015 il Comune di Lucca lo ha insignito del premio "Lucchese dell'anno" 2014.
Nel 2018 il Lions Club Lucca-Le Mura lo ha insignito del premio "Romano Silva".